# Lubnowy Wielkie
Lubnowy Wielkie – osada w Polsce położona w województwie warmińsko-mazurskim, w powiecie iławskim, w gminie Susz.
W latach 1975–1998 miejscowość administracyjnie należała do województwa elbląskiego.
W Lubnowy Wielkie znajduje się także klub sportowy piłki nożnej „Huragan” Lubnowy .
Zobacz też: Lubnowy Małe